# Pentax K-x
Pentax K-x — зеркальная камера, выпущенная компанией Hoya под торговой маркой Pentax. Камера оснащена 12,4-мегапиксельной КМОП-матрицей. В фотоаппарате применена механическая система удаления пыли с матрицы «Dust removal» (быстрое перемещение матрицы с помощью электромагнитов), SP-покрытие (на основе фторидов) на низкочастотном фильтре и обнаружение частиц пыли «Dust Alert». Как и в предыдущих моделях, стабилизация изображения осуществляется сдвигом матрицы, что делает её совместимой с любыми (в том числе и резьбовыми) объективами. Анонсирована 17 сентября 2009 года. По состоянию на февраль 2011 года, на официальном сайте pentax.ru камера указана среди снятых с производства.

## Различные цветовые оформления

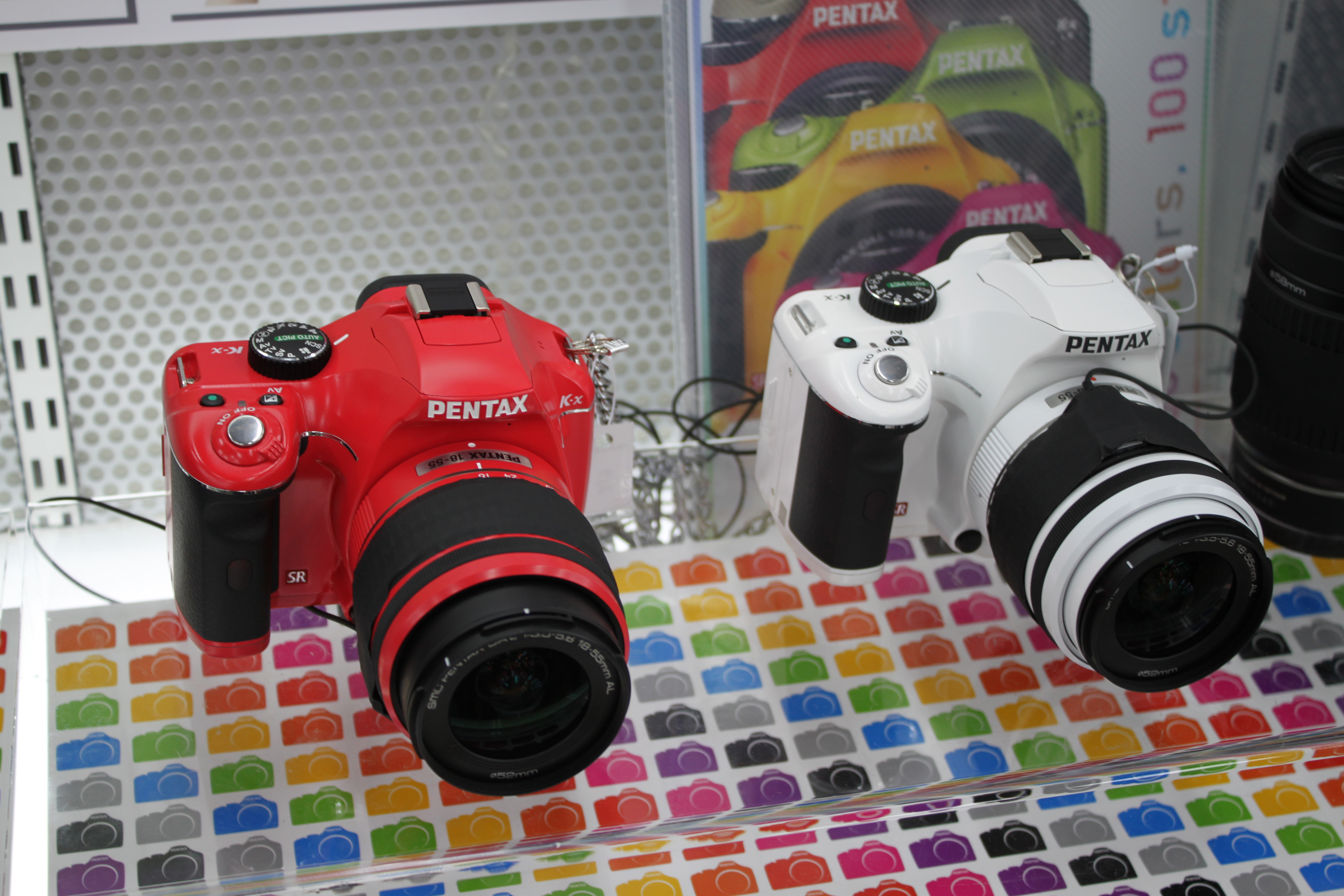

Камера выпускалась в самом разнообразном цветовом оформлении, в том числе весьма ярком и броском. Вариантов оформления насчитывается порядка сотни. Основных цветов несколько, большое разнообразие достигалось через оттенки, а также тем, что части корпуса (например, ручка) могла иметь свой цвет. Это была первая массовая камера Pentax, для которой сделан такой широкий спектр. Китовые объективы тоже выпускаются в оправах разных цветов. В частности, предлагались такие варианты оформления:
- чёрный с разными вставками[2][3];
- белый с разными вставками[2][4][5];
- оттенки красного с разными вставками[2][3];
- оттенки синего с разными вставками[2][3];
- оттенки жёлтого с разными вставками[2];
- оттенки зелёного с разными вставками[2];
- промежуточные цвета, вроде серого, серебристого, кремового и т. п. с разными вставками[2];
- разные детали разных цветов[6].

В Россию поставлялся весьма ограниченный выбор цветов — единицы вариантов, простые сочетания. В Японии выбор был значительно шире.

## Наименование модели
Не следует путать данный цифровой фотоаппарат K-x (выпускается с 2009 года) с механической плёночной моделью Pentax KX (обе буквы заглавные, дефис отсутствует), выпускавшейся с 1975 по 1977 год.

## Основные отличия от моделиK-m
- Матрица: 12,4 Мп КМОП вместо 10,2 Мп ПЗС.
- Незначительно уменьшены габариты и вес корпуса камеры. Вес снижен на 10 грамм.
- Процессор Prime II (как на модели Pentax K-7) вместо Prime.
- Повышена скорость серийной съемки с 3,5 до 4,7 к/с и увеличены серии с 5/4 до 17/5 JPEG/Raw.
- Количество точек автофокуса увеличено с 5 до 11.
- Диапазон ISO изменен с 100—3200 на 200—6400 (расширяем до 100—12 800).
- LiveView.
- Появилась возможность видеосъемки.
- HDR-режим.
- Мультиэкспозиция.
- Появился датчик ориентации сенсора.
- Slow-sync flash.
- Расширен диапазон выдержек с 1/4000 до 1/6000 с.

## Дополнительное снижение веса
Для дополнительного снижения веса камера унаследовала 2 облегченных на 20—25 грамм кит-объектива серии «DA L», впервые введенных на Pentax K-m.

## Награды
Pentax K-x стал лауреатом премии TIPA (Technical Image Press Association) 2010 года в номинации «Best D-SLR Entry Level» («Лучшая зеркальная камера начального уровня»).